# Partia Demokratyczna – demokraci.pl
Partia Demokratyczna – demokraci.pl, "Demokratiska partiet", är ett socialliberalt centerpolitiskt parti i Polen, grundat i maj 2005. Partiet är medlem i Europeiska liberala, demokratiska och reformistiska partiet (ELDR) och dess Europaparlamentariker sitter i Gruppen Alliansen liberaler och demokrater för Europa (ALDE). Demokratiska partiet efterträdde Frihetsunionen, som i Europaparlamentsvalet 2004 fick fyra mandat.